# Megaselia longifurca
Megaselia longifurca är en tvåvingeart som först beskrevs av William Lundbeck 1921.  Megaselia longifurca ingår i släktet Megaselia, och familjen puckelflugor. Arten har ej påträffats i Sverige.